# Вильям Фосс, похититель миллионов
Ви́льям Фосс, похити́тель миллио́нов (нем. William Voss, der Millionendieb) — немецкий немой чёрно-белый детективный фильм 1916 года. Не сохранился.

## Сюжет
Поскольку фильм не сохранился, его сюжет известен лишь приблизительно — на основе пересказа в немецком издании Der Kinematograph, вышедшем в январе 1916 года. Предположительно состоял из трёх бобин киноплёнки.
Престарелый парализованный граф уединённо живёт в своём поместье. Граф обеднел и живёт за счёт благотворительного общества, которое регулярно переводит ему крупные суммы. Граф никогда не покидает своего поместья и общается только с собственным слугой по имени Вильям Фосс. Однако у президента благотворительного общества возникают подозрения, и он нанимает Шерлока Холмса для того, чтобы расследовать обстоятельства жизни графа. Шерлок Холмс пробирается в графский за́мок и выясняет, что ещё 10 лет назад граф скончался и был тайно похоронен в подвале за́мка, а всё это время Вильям Фосс мошенническим образом присваивал получаемые от благотворительного общества деньги.

## Съёмочная группа и исполнители ролей
Информация о составе съёмочной группы крайне скудна. Режиссёром фильма называется Рудольф Майнерт, который до этого снял две первых части немецкой серии фильмов «Собака Баскервилей» (1914—1920, всего 7 частей). В отличие от «Собаки...» этот фильм был произведён на собственной студии Майнерта Meinert-Film. Возможным автором сценария (или литературного произведения, на основе которого был написан сценарий) называют Вальтера Туршинского. Информации об исполнителях ролей и прочем составе съёмочной группы не сохранилось, хотя некоторые источники называют Теодора Бургарта как исполнителя роли Шерлока Холмса.

## Сомнения
Поскольку о фильме известно лишь из публикации Der Kinematograph, высказываются сомнения в том, что журнал правильно передал информацию о фильме. Во-первых, возможно, что главным героем фильма был вовсе не Шерлок Холмс, поскольку у Майнерта был «собственный» герой-детектив по имени Гарри Хиггс, который до этого стал уже героем нескольких поставленных его студией фильмов — таких, как «Жёлтое пальто» (нем. Der gelbe Ulster) и «Тайна пагоды» (Das Geheimnis der Pagode). Во-вторых, высказывается предположение, что «Вильям Фосс, похититель миллионов» может быть альтернативным названием другого детективного фильма о Гарри Хиггсе — «Джон Рул» (John Rool). В-третьих, в 1930 году был поставлен фильм с таким же названием «Вильям Фосс, похититель миллионов» (также существуют его ремейки 1946 и 1958 годов), но это — музыкальная комедия, литературной первоосновой для которой было, по всей видимости, сочинение Эвальда Герхарда Зелигера.